# Aprendizaje personalizado
El aprendizaje personalizado es una metodología de enseñanza-aprendizaje que sitúa al estudiante en el centro del proceso educativo, teniendo en cuenta sus intereses, opciones personales y características individuales, favoreciendo así su motivación y siendo transformado en agente activo y protagonista en la construcción del conocimiento. Se trata por ello de un aprendizaje flexible que atiende a la heterogeneidad, a la diversidad, a las virtudes y a las potencialidades, siendo el punto de partida para poder ofrecer al alumnado una educación inclusiva y de calidad.
Según la UNESCO el aprendizaje personalizado consiste en prestar atención a los conocimientos previos, las necesidades y las capacidades de los alumnos durante el proceso de enseñanza-aprendizaje.
Es un modelo emergente y con grandes implicaciones en la práctica educativa. Analizado desde la perspectiva del cambio que se está produciendo debido a transformaciones socioeconómicas y culturales, adquiere una nueva dimensión.
- Se produce a lo largo y ancho de la vida del individuo, en todos los periodos vitales y en diferentes contextos (formativos, lúdicos, educativos, informativos, profesionales, etc.).[5]

- Los avances tecnológicos y la inclusión de las tecnologías de la información y la comunicación (TIC) en el ámbito educativo, han propiciado modelos donde el alumnado puede aprender aquello que más interés le suscita,[6][7] en cualquier momento y en cualquier contexto, superando los límites formales e institucionales del ámbito escolar.[8]

- La diversificación de recursos, oportunidades e instrumentos para el aprendizaje desplaza el foco de interés hacia rutas de aprendizaje individualizadas y personalizadas dentro de la actual sociedad de la información, en base al contexto de actividad objeto de interés del individuo.[9]

## Historia
Rousseau defendió el modelo educativo centrado en el alumno. Fue una gran influencia para los educadores posteriores como Maria Montessori, donde en su metodología se pueden observar algunos inicios al aprendizaje personalizado y John Dewey, al que se le atribuyen tres grandes aportaciones a la educación. Entre ellas está la defensa de la concepción polifacética de la educación, en base a diversas ideas, como la socialización, la democracia y las necesidades sociales. Seguidamente, el concepto de educación experiencial, que favorece el aprendizaje práctico por encima del teórico. Finalmente, la importancia que el docente tuviera conocimientos previos sobre el alumno para planificar las clases y asegurarse de evitar la repetición de contenidos, para que el estudiante fuera capaz de asimilar los nuevos conceptos contando con los que ya sabía.
Helen Parkhurst, formuló en 1994 una iniciativa sobre el aprendizaje personalizado, el plan Dalton, basándose en Montessori y Dewey. El plan Dalton, tiene como idea principal diseñar un plan de estudio personalizado atendiendo a las necesidades del alumno, donde el estudiante era el sujeto principal, ya que era él mismo el que confeccionaba su horario, el docente solamente solucionaba las dudas que el discente le planteaba.

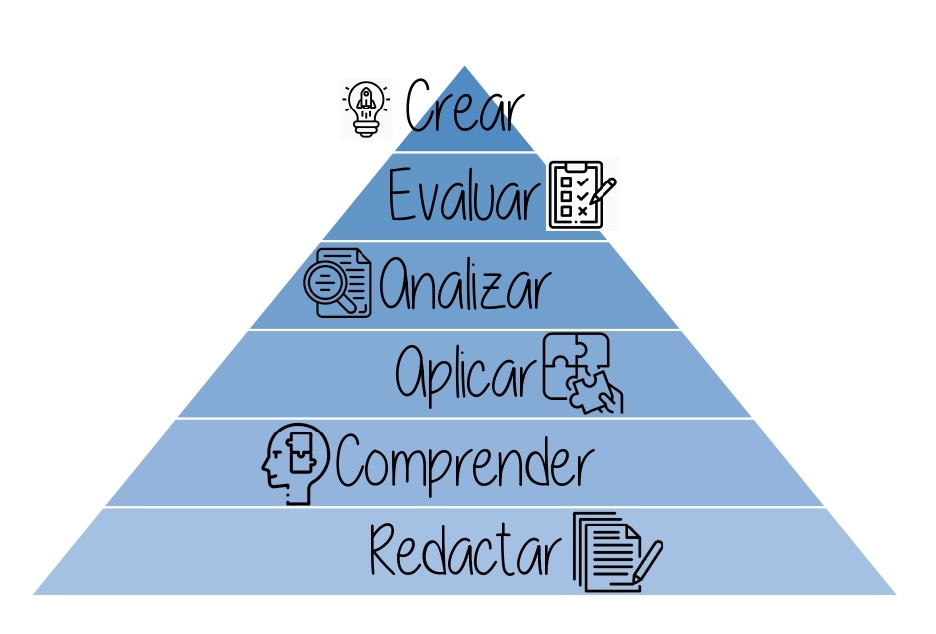
Taxonomía de BLOOM

Benjamin Bloom, publica en 1968 “El dominio del aprendizaje” donde define las bases del aprendizaje personalizado como, el avance y el ritmo de los contenidos de forma individual, la asignación del tutor y su orientación a los alumnos mediante las diferentes vías académicas. Bloom desarrollo su teoría, donde los estudiantes pueden avanzar en su aprendizaje (subir de nivel) solamente si han conseguido dominar el nivel anterior. Este postulado de Bloom personaliza mucho el aprendizaje, ya que cada alumno va a su propio ritmo.
El aprendizaje personalizado está muy relacionado con el concepto de diferenciación, tal como indica Carol Ann Tomlinson, en un aula diferenciada se proporcionan diferentes vías para adquirir contenidos, procesar o comprender ideas y desarrollar productos, de esta forma cada estudiante puede aprender de un modo más eficaz.

## Características
La educación personalizada consiste en el análisis de los estudiantes para adaptar a los rasgos de cada alumno el aprendizaje, y no a las características que se le presuponen como miembro de un grupo. Por lo tanto, el proceso educativo se focaliza en el discente, en sus características, necesidades y peculiaridades. Esta concepción de la educación hace necesario diseñar diferentes rutas educativas, diversificar las actividades o los recursos.
Las principales características que presenta la educación personalizada son:
- Respetar y aceptar las características particulares del alumnado.
- Educar para la vida en sociedad y en valores.
- Desarrollar en el alumnado la actividad creadora.
- Llevar a cabo una educación permanente.

## Los pilares básicos
La Fundación Gates ha identificado los pilares básicos que sustentan el aprendizaje personalizado. Cada pilar engloba varias herramientas y funciones para personalizar el entorno de aprendizaje. Encontramos los siguientes principios:
- Perfiles de los aprendices. Este pilar tiene como finalidad proporcionar a los docentes el conocimiento de los puntos débiles y fuertes del alumnado de forma personal, así como de sus motivaciones, intereses y objetivos para ayudarles a construir un aprendizaje significativo. Los docentes orientan y guían a los alumnos sobre sus metas personales,  las cuales son discutidas  y consensuadas entre ambos. Finalmente con la ayuda de diversas fuentes como proyectos, pruebas, demostraciones, software o factores no cognitivos, se puede observar el progreso individual del alumnado.[17]

- Rutas de aprendizaje personales. Dicho pilar brinda al alumnado grandes expectativas, no obstante, el modelo escolar les permite elegir el contenido de manera flexible. Los discentes pueden decidir el contenido o la estructura del aprendizaje, y el centro educativo no utiliza solamente un material didáctico, ni tampoco un único método de enseñanza, sino que emplea varios de ellos para dar respuesta a las necesidades de aprendizaje del alumnado. Asimismo, a lo largo de la jornada escolar, el alumnado recibe un apoyo personalizado de acuerdo con sus necesidades de aprendizaje. Posteriormente, los alumnos tienen la oportunidad de participar en una experiencia de aprendizaje significativa fuera del entorno escolar.[18]

- Progresión basada en la competencia. En este principio, se evalúa de forma continua la evolución de cada discente hacia los objetivos acordados. Dicha evaluación se lleva a cabo cuando el alumnado se encuentra preparado para demostrar su competencia (aprendizaje). Las evaluaciones pueden tomar muchas formas, como proyectos, pruebas, presentaciones y exámenes. Siempre que los alumnos demuestren suficiente competencia, progresarán y obtendrán créditos. Por tanto, el alumnado progresa según su ritmo personal.[19]

- Ambientes flexibles de aprendizaje. Este pilar se basa  en la flexibilidad que ofrece el centro educativo, en cuanto al uso de los recursos personales, el espacio y el tiempo, con el fin de apoyar el aprendizaje personalizado. En lo referente al espacio, la organización, tamaño y mobiliario que hay en el aula, permiten o no dificultan la adquisición de dicho aprendizaje. La planificación del tiempo de estudio, así como las estrategias de agrupación del alumnado son flexibles, pudiendo responder de este modo a sus necesidades. Las TIC son un elemento esencial en el ámbito educativo, siendo el centro el encargado de facilitar la accesibilidad de dichas herramientas a todo el alumnado.[20]

## Ventajas
El aprendizaje personalizado tiene las siguientes ventajas:
- Se pasa a un modelo centrado en el alumnado. Por consiguiente, la enseñanza centrada en el maestro se abandona porque no puede satisfacer las necesidades de todos los estudiantes.
- El protagonista es el estudiante.
- El alumnado pasa de tener un papel pasivo a llevar a cabo una participación activa en el proceso de aprendizaje.
- Las necesidades, habilidades e intereses personales del estudiante se adecuan al proceso de enseñanza-aprendizaje.
- Los objetivos, el contenido, el ritmo y los métodos de enseñanza no son iguales para todos los estudiantes, sino que se adaptan a cada uno de ellos.
- El alumno desarrolla un pensamiento crítico y adquiere la capacidad de resolver conflictos.
- El docente proporciona al alumnado un aprendizaje significativo que le permita llevar lo aprendido fuera del ámbito escolar.
- Identificar las necesidades específicas de cada estudiante.
- Se potencia la inclusión (pedagogía), tolerancia e igualdad en el aula.
- Fomenta la productividad de los estudiantes.
- Tanto los discentes como los docentes reciben una retroalimentación acerca del proceso de enseñanza-aprendizaje.

## Inconvenientes
La implementación del aprendizaje personalizado en el aula implica una serie de inconvenientes:
1. Dificultad del docente para clasificar al alumnado y decidir cual aprendizaje es más adecuado para cada uno, pues necesita de mucha observación del grupo, pruebas y experiencias.
2. Conlleva replantear el diseño del curso a un profundo nivel, a la vez que requiere un esfuerzo importante para rediseñar los objetos de aprendizaje.
3. El uso de esta herramienta no garantiza una calificación superior.

## Implementación del aprendizaje
Para llevar a cabo la implementación del aprendizaje personalizado, es recomendable seguir una serie de pasos que nos guíen en el proceso:

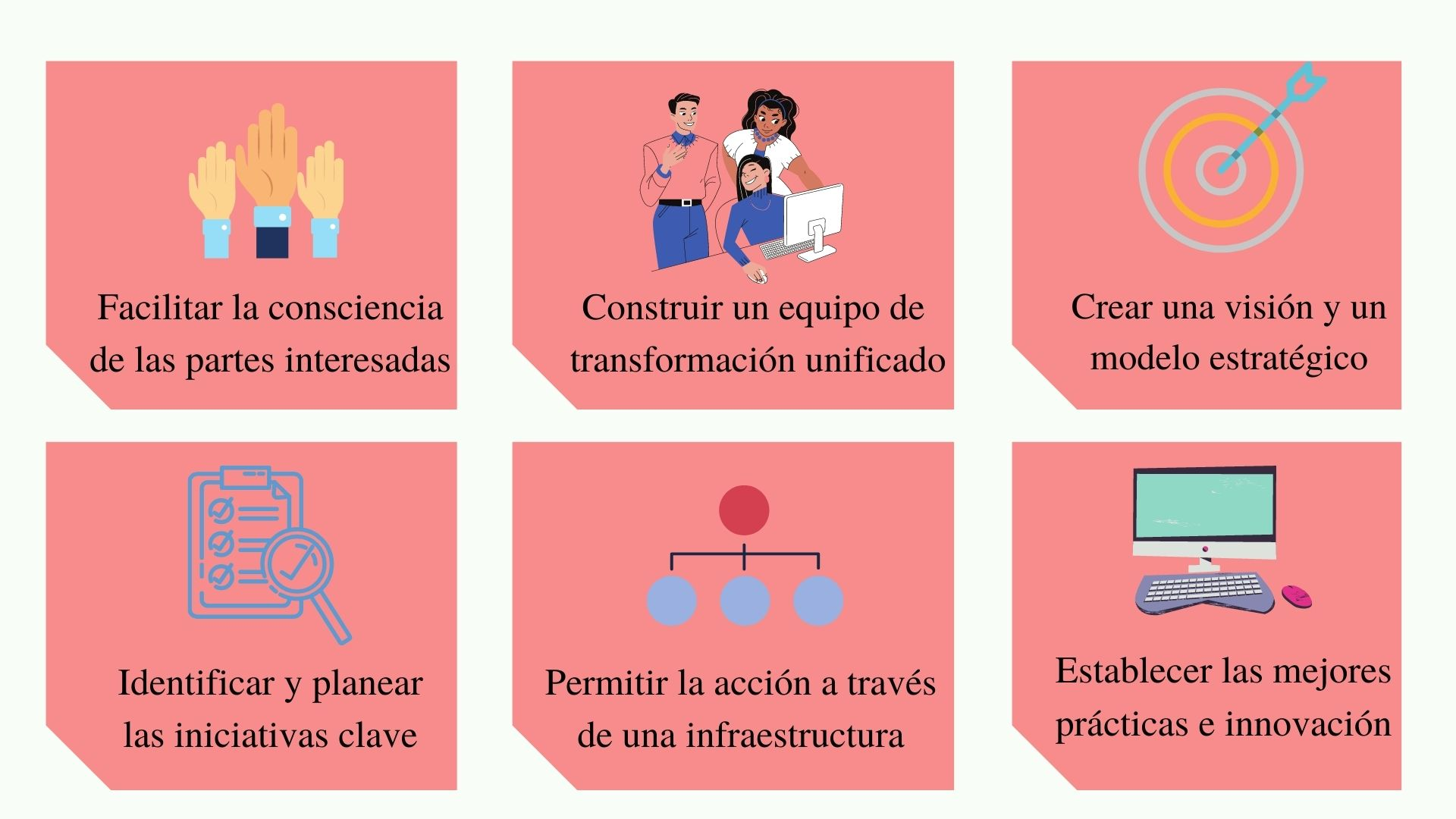

1. Facilitar la consciencia de las partes interesadas. El alumno adquiere voz en el aprendizaje personalizado, siendo partícipe de su propio proceso de aprendizaje.
2. Construir un equipo de transformación unificado. Alumno y docente se convierten en ayudantes, comprometiéndose como equipo a mejorar la calidad del proceso de aprendizaje.
3. Crear una visión y un modelo estratégico. Teniendo en cuenta las diferencias individuales de cada estudiante, se entiende que estos sacarán partido del plan de aprendizaje personal (PLP, personal learning plan) sobre qué debe aprenderse, de qué forma y cómo se evaluarán los resultados adquiridos.
4. Identificar y planear las iniciativas clave. El docente se encargará además de buscar aquellos recursos y conocimientos pedagógicos que faciliten la comprensión y necesidades de cada alumno, siguiendo el modelo personalizado ya establecido.
5. Permitir la acción a través de una infraestructura. Los nuevos estudiantes del siglo XXI necesitan adquirir las habilidades pertinentes que les permita hacer uso de herramientas y recursos adaptados al momento, como son el uso de aplicaciones, páginas web, etc. Y es aquí donde entra el concepto alfabetización digital.
6. Establecer las mejores prácticas e innovación. Los docentes adoptarán el modelo de educación personalizada adecuado a las capacidades y necesidades de los alumnos.

## Aprendizaje centrado en el alumnado
El aprendizaje personalizado se refiere a la orientación para adaptarse a los intereses, motivaciones y necesidades de aprendizaje del alumnado. Es por ello, que el proceso de enseñanza-aprendizaje se centra en el alumno y alumna:
- Es el protagonista de su propio aprendizaje.
- Relaciona los conocimientos adquiridos con sus intereses y motivaciones.
- Tiene un papel activo en el diseño de su aprendizaje.
- Puede elegir qué y cómo aprender.
- Con la ayuda del docente, establece los objetivos a alcanzar en su proceso de aprendizaje.
- Fomenta las habilidades requeridas para seleccionar y utilizar los recursos que potencian su aprendizaje.
- Tiene la capacidad de auto dirigirse y comprobar su evolución.

## Herramientas
Hay muchas herramientas que ayudan a los maestros a brindar un aprendizaje personalizado a sus estudiantes. Aunque no pueden reemplazar a los educadores, sus algoritmos contribuyen a satisfacer mejor las necesidades de cada estudiante y colaboran en su progreso. Estos softwares han estado evolucionando exponencialmente desde hace varios años para promover el trabajo de los docentes mediante las TIC.
Las TIC ayudan al aprendizaje personalizado, puesto que permiten el acceso a contenidos formativos desde cualquier dispositivo. Los contenidos deben estar basados en la fórmula MMGRS (móvil, micro, gamificado, rápido y social), es decir, deben ser atractivos para los estudiantes, como los formatos audiovisuales, influyendo así en ellos y permitiéndoles adquirir conocimientos de forma rápida y sencilla.
Los expertos educativos, apuestan por utilizar los dispositivos como una forma de aprendizaje electrónico móvil transformándose en portales de acceso para facilitar la exploración de nuevos temas al ritmo de cada usuario.

## Roles de aprendizaje
Tanto los profesores como los estudiantes deben modificar sus roles para lograr el propósito del aprendizaje personalizado. 
En este cambio de métodos y roles, la tecnología se ha convertido en un gran aliado para apoyar las actividades de los estudiantes, comprender el momento de cada persona y brindar una enseñanza más atractiva.

### Rol del alumno
Los estudiantes también deben cambiar sus actitudes. Su rol ya no es un sujeto pasivo, sino una participación activa en el aprendizaje: Debe ser responsable de su desarrollo personal y aceptar conocimientos que solo se pueden aprender si él quiere, explicó el subdirector de Innovación y Educación de la UNIR.De esta manera, los estudiantes enfrentan varios desafíos: dominar los temas básicos del curso, pensar críticamente y resolver problemas complejos, colaborar, comunicarse de manera efectiva, aprender y desarrollar un pensamiento académico progresivo.

### Rol del docente
Los maestros deben enfocarse en mejorar las habilidades de aprendizaje de los estudiantes, vincular el conocimiento con el entorno, el aprendizaje con usos prácticos, expandir el alcance del aprendizaje más allá de la escuela e inspirar a los estudiantes al personalizar sus experiencias.Todas estas tecnologías integradas son para el enriquecimiento en lugar del aprendizaje automatizado.

## Metodologías
Puede aplicarse en cualquier etapa educativa y en la docencia de cualquier materia. El docente debe aplicar metodologías y técnicas educativas que permitan una adecuada respuesta a las características individuales del alumnado, asumiendo un rol de guía y acompañante en el proceso de enseñanza - aprendizaje y debe ser capaz de proporcionar diferentes experiencias educativas, con el fin de asegurar la adquisición de conocimientos y la consecución de los objetivos educativos planificados:
- Aprendizaje basado en proyectos: el alumnado se involucra de forma activa en el proceso de aprendizaje. A través de esta metodología investiga, trabaja de forma autónoma y profundiza sobre un determinado tema objeto de estudio y de esta forma aprende sobre la forma en que adquiere unos conocimientos y competencias determinados.[33]

- Trabajo en equipo: el alumnado asume un papel protagonista y activo, ya que esta metodología favorece el intercambio de conocimientos a través del diálogo, la comunicación y la tolerancia.[34]

- Aula invertida: esta metodología didáctico-pedagógica favorece el aprendizaje personalizado, puesto que implica al alumnado, lo hace partícipe y protagonista de su propio aprendizaje, despertando su motivación e interés.[35][36]
- Sistemas hipermedia adaptativos: son sistemas  que ofrecen  contenidos  personalizados y adaptados a las  características, objetivos y preferencias  de  cada  usuario.[37]
- Entorno personal de aprendizaje: se trata de un entorno que enfatiza el papel del individuo que aprende, permitiéndole  describir e interpretar qué, cómo y con qué trabaja a través de un ambiente de aprendizaje condicionado por las TIC.[38][39]
- Aprendizaje experiencial: Aprender haciendo y que implica aquellas actividades que tienen que ver con la experiencia cercana al alumnado.[3]